# Тричане на кучета
Тричане на кучетата (бесене на кучетата, цирене\церене на кучетата\кундене) е обичай с неизвестен произход, вклющващ различни форми на ритуално насилие, изпълняван на празника Чист понеделник (наричан поради това и „Песи понеделник“) – понеделникът от т. нар. „Тодорова неделя“. Според народното вярване, този обичай цели да предпази домашните кучета от болестта бяс. Известен е главно в Източна и Южна България, както и в някои части на Централна България.

## Провеждане на обичая – регионални варианти.

### Добруджа
В Добруджа обичаят се нарича цѝрене на кучетата и е разпространен сред преселниците от Източна Тракия (Лозенградско, Одринско и др.). На него кучетата се люлеят за здраве, за да не се разболяват от бяс. В Добруджа обичаят отмира около Първата световна война.

### Странджа
В районът на Странджа обичаят се нарича „церѝлка“ или „трѝчене (лекуване)“ и е разпространен в селата на тронките и рупците. Изпълнява се от ергените и мъжете, които връзват двойно въже с примка по средата на два дълги кола и в тази примка поставят кучето. Двата кола са приведени един към друг и допрени в горния си край; при рязкото им изправяне, кучето се завърта във въздуха с голяма скорост и накрая пада в предварително изкопан трап с вода (или в речен вир). Понякога на опашките на кучетата се завързват тенекии, а децата гонят животните до края на селището, за да „изгонят бяса от тях“.

### Източни Родопи
По подобен начин протича обичаят и в някои села в Източните Родопи; изпълняван е от ергените като негов обект са най-злите кучета в селото (макар и много рядко са използвани и котки). Празнува се против бяс
по хората и кучетата. Този обичай е отбелязан и в с. Доган Хисар, като е предаден от самия Петко Киряков (Петко войвода) – на този ден момчетата (ергените), в хода на провеждащите се маскарадни игри, до обяд връзват тенекии на опашките на кучетата и ги пускат из селото.

### Пиринско
В някои селища от Пиринския край също се изпълняват обредни практики за предпазване на кучетата от бяс. В селата Пирин и Тешово обичаят протича по начина, използван в Странджа, но се изпълнява на Сирни заговезни. В други селища се използват различни практики. Например на Песи понеделник в с. Гега мъжете завъртат няколко пъти опашката на кучето, отвеждат го извън селото на чужд синор, където му дават да изпие отвара, приготвена от билки, събрани на миналия Еньовден; остатъкът от отварата се изхвърля в чуждото землище, за да отиде болестта по чуждите животни. В с. Раздол, стопанката на дома прикрепва върху мотовилката предварително събрани 40 залъка от 40 сватбени колака, след което я завърта 40 пъти и дава на кучето да яде от тях.

### Централна България
Обичаят е известен и в някои райони на Пловдивско (Съединение, Добростан и др.) и Троянско. В гр. Съединение денят е известен като Висѝ куче, тъй като на този ден стопаните провисват кучетата надолу с главата и ги завъртат, удряйки ги за предпазване от бяс. В селищата от Троянския Балкан празникът е известен и като Бѐси или Бѐсен понеделник, което е свързано с ритуалното „бесене на кучетата“ против бяс. Кучетата се поставят в примка и са залюлявани няколко пъти, като се вярва, че това ще ги предпази от болестта. В с. Калейца е известен и като „Ергенски празник“, тъй като ритуалното люлеене на кучетата се извършва само от ергени.

## „Тричане“ на кучета извън България
Освен в България, този обичай е познат и в Гърция, където също е характерен за тодоровденската обредност. В понеделника на Тодоровата седмица и в Румъния прогонват кучетата далеч от къщите си или ги измъчват с нарочен уред, известен като „жужеу“ (на румънски: jujeu).

## Тълкуване
Сред изследователите съществуват различни мнения за вярванията и митологичните представи, залегнали в основата на този обичай. Според едни това е представата за връзката на кучето със света на мъртвите; схваща се и като опит за възстановяването на нарушеното равновесие между двата свята (отвъдния и човешкия), тъй като се изпълнява в един от преходните (от гледна точка на митологическото мислене) периоди в годишното време. Прави се и връзка между обичая и началото на Великите пости, т.е. забраната за употреба на определени храни, в смисъл да се приобщи и кучето към тази забрана, като така се регулира нравственото му поведение.

## Съвременно състояние на обичая
Още първите записвачи на българските вярвания и обичаи в края на 19 – началото на 20 в. отбелязват, че този обичай постепенно отмира – Димитър Маринов го отбелязва в Малкотърновско и Одринско, както и в Сливенско (Твърдица, по негово време обичаят вече не се изпълнява, но в миналото са връзвали на опашките на кучетата кратунки с пепел и са ги пускали да тичат из селището). Днес обичаят тричане на кучетата е съхранен в някои селища в района на Странджа.
Много защитници на животните застават срещу този обичай, квалифицирайки го като „варварски“ и „мракобесен“. Духът на традицията е толкова силен, че за участниците в кукерските игри е естествено да участват във „веселия“ ритуал със собствените си домашни кучета. Стопаните на кучетата са убедени, че кучетата остават невредими и тричането по никакъв начин не ги травмира. Според тях няма власт, която да успее да забрани традицията, защото тя няма нищо общо с варварското и жестоко отношение към животните, което се потвърждава от факта, че няма нито един нещастен случай. Прави се за здраве и добра година за цялото село. Поверието гласи, че колкото повече са тричаните кучета, толкова това ще донесе повече добро за селото. Според обяснението на местни жители, обичаят е трябвало да уплаши кучетата да не се събират в селото, а да пазят стадата по кошарите, оборите и егреците на добитъка.
Според лечители от Варненско, прилагащи този метод за лекуване на хора, наречен още „весене“, процедурата е напълно безопасна за кучетата, защото колегите им които практикуват обичая знаят точно колко да държат животните във въздуха.

## Криминализиране на обичая
На 8 август 2011 г. българският премиер Бойко Борисов заклеймява като варварство обичая. На 13 април 2011 г. XLI народно събрание приема промени в Наказателния кодекс за криминализиране на обичая. Заедно с другите приети промени в Наказателния кодекс, темата е бурно дискутирана и противоречиво приемана от обществото. Публицистът Клаус Брил от „Зюддойче Цайтунг“ коментира, че е очевидно от видеозаписите, че тричането не може да доставя удоволствие на кучето. Запознати с обичая твърдят, че една народностна традиция е недопустимо да се класифицира като жестоко отношение към животните, още повече, че „отричането на обичая се прави от представителите на народа в законодателната власт“. Защитниците на обичая също твърдят, че „тричането не осакатява за разлика от обрязването и кастрирането, които не са криминализирани“ от Наказателния кодекс и квалифицират измененията в закона като популизъм. Според по-остри критици всяка забрана на народен обичай е обърната срещу родовата памет, чрез която оцелява всеки народ.